# Округ Стил (Минесота)
Округ Стил (енгл. Steele County) је округ у америчкој савезној држави Минесота.

## Демографија
По попису из 2010. године број становника је 36.576, што је 2.896 (8,6%) становника више него 2000. године.
| Група             | 2000.          | 2010.          |
| Белци             | 31.414 (93,3%) | 32.544 (89,0%) |
| Афроамериканци    | 360 (1,1%)     | 1.013 (2,8%)   |
| Азијати           | 286 (0,8%)     | 281 (0,8%)     |
| Хиспаноамериканци | 1.266 (3,8%)   | 2.282 (6,2%)   |
| Укупно            | 33.680         | 36.576         |